# Stanserhorn
Das Stanserhorn ist ein 1897 m ü. M. hoher Berg im Schweizer Kanton Nidwalden, der Hausberg von Stans und liegt in den Urner Alpen an der Grenze zum Kanton Obwalden.

## Geographie
Das Stanserhorn liegt zwischen den Ortschaften Stans, Ennetmoos, Kerns, Dallenwil und Oberdorf, südlich des Vierwaldstättersees und somit (gemäss SOIUSA) in den Unterwaldner Voralpen. An der Südostflanke des Stanserhorns liegt auf einer Höhe von 1226 m ü. M. der kleine Ferienort Wirzweli.

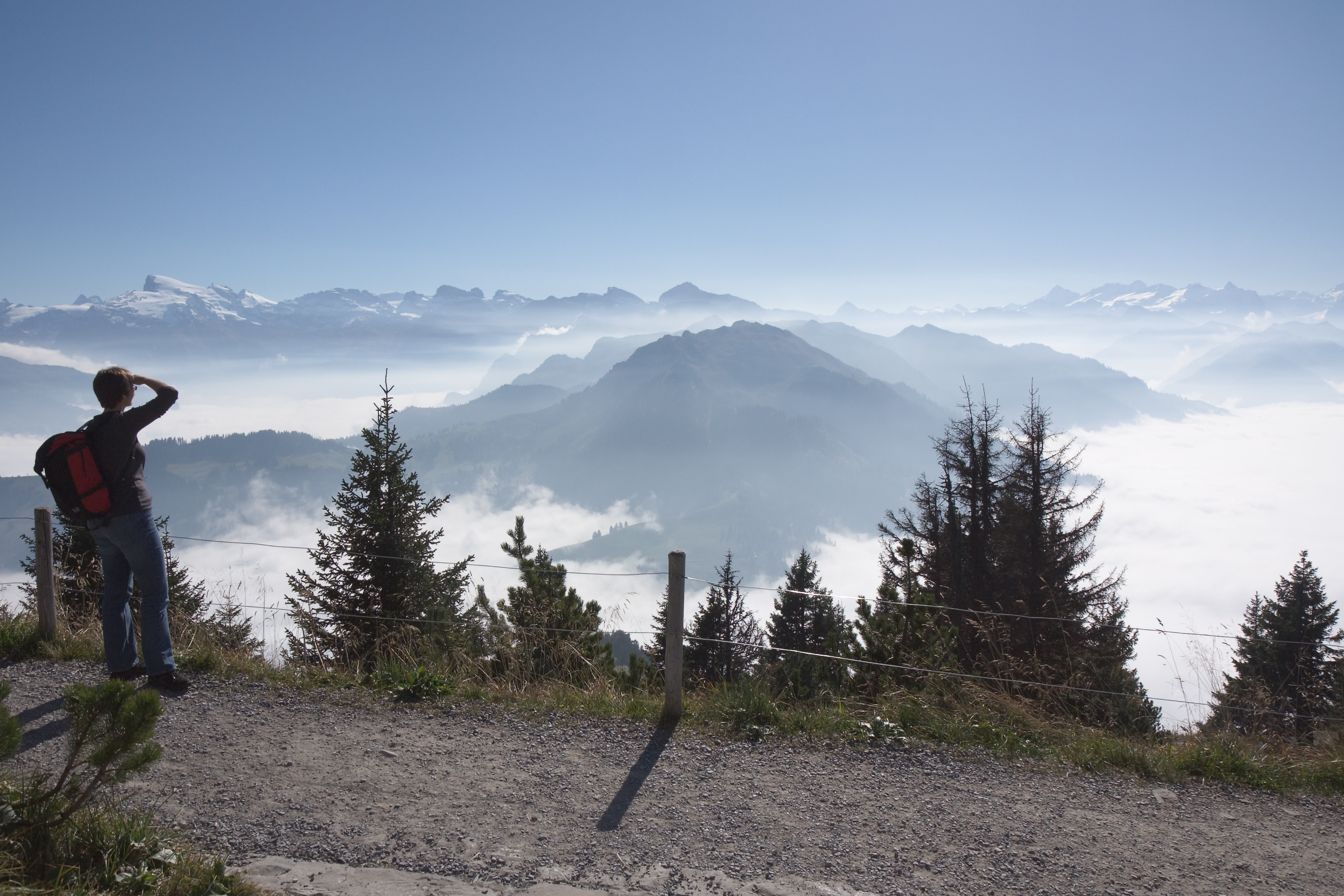
Aussicht vom Stanserhorn mit Nebelmeer und verschiedenen Dunstschichten

Die Rundsicht reicht von den nahen Alpengipfeln bis hin zu den Vogesen im Elsass (Frankreich) und zum Feldberg im Schwarzwald (Deutschland). Dazwischen sind zehn grössere Seen auszumachen: Zugersee, Wichelsee, Vierwaldstättersee, Sempachersee, Sarnersee, Hallwilersee, Gerzensee, Bannalpsee, Baldeggersee und Alpnachersee.

## Erschliessung
Die beiden Bergbahnpioniere Franz Josef Bucher-Durrer und Josef Durrer-Gasser begannen im Juni 1891 mit dem Bau der Stanserhorn-Bahn, die wegen der grossen Streckenlänge von knapp 4 km in drei getrennten Standseilbahn-Sektionen von Stans über Kälti und Alp Blumatt auf den Gipfel führte. Die Bahn wurde am 23. August 1893 eröffnet, gleichzeitig mit dem ebenfalls neu errichteten Hotel Stanserhorn Kulm. 1895 wurde auf dem Gipfel ein elektrischer Scheinwerfer mit der «Kraft von 22'000 Normalkerzen» installiert, um damit auf das Stanserhorn als Attraktion aufmerksam zu machen. Durch einen Kurzschluss in der Station Blumatt wurde am 2. Oktober 1970 ein Brand ausgelöst, wodurch der Antrieb der 3. Sektion, das Hotel und das Scheinwerferaggregat zerstört wurden. Anstatt des Hotels wird seitdem ein Restaurant auf dem Gipfel betrieben.
Nachdem 1974 der Betrieb der Standseilbahn eingestellt worden war, wurde 1975 die Luftseilbahn Kälti–Stanserhorn eröffnet, die nun zusammen mit der ursprünglichen 1. Sektion den Berg erschloss. Seit 2012 kann man mit der doppelstöckigen «CabriO-Bahn» auf das Stanserhorn fahren. Das offene Oberdeck der Seilbahnkabine kann während der Fahrt über eine Wendeltreppe erreicht werden, die Kabine fasst 60 Personen, das Oberdeck davon 30.
Als Touristenattraktion wurde 2001 das Drehrestaurant Rondorama eröffnet. Von der sich im Innern des Gebäudes drehenden Plattform hat man eine Rundsicht auf die umliegenden Berge und Seen. Ein Murmeltiergehege und ein ausgeschilderter Gipfelrundgang von rund 30 Minuten ergänzen das Angebot auf dem Stanserhorn, das auch als 5-Sterne-Berg und Faulenzer-Berg vermarktet wird. Auf der Route vom Stanserhorn zur Wirzweli befindet sich der Geo-Weg (Bergwanderung im Schwierigkeitsgrad T2 gemäss SAC-Wanderskala), der gemeinsam durch die Organisationen Nidwaldner Wanderwege, Pro Natura und WWF Unterwalden realisiert wurde.
Das Stanserhorn wird von Drachenfliegern und Gleitschirmpiloten benutzt, es gilt als Hausberg des grössten und ältesten noch aktiven Drachenfliegerclubs der Schweiz, des Deltaclubs Stans. An sonnigen Tagen – vor allem an den Wochenenden – finden von April bis Oktober jeweils um die Mittagszeit viele Starts statt.